# Lyncombe Farm
Die Lyncombe Farm liegt im Exmoor-Nationalpark in der südwestenglischen Grafschaft Somerset.
Lyncombe Farm befindet sich nahe dem 8 km nordwestlich der Stadt Dulverton gelegenen Dorf Winsford in der gleichnamigen Gemeinde Winsford und knapp 2 km östlich des Dorfes Exford. Der River Exe fließt unmittelbar am Farmhaus vorbei.
Das Farmhaus datiert in das späte 16. Jahrhundert oder in das 17. Jahrhundert zurück. Es hat eine traditionelle Drei-Zimmeraufteilung mit gekreuzten Gängen. Ein Schornstein ist mit einem Brotofen ausgestattet. Das Gebäude hat ein Treppentürmchen, in dem sich noch originale, geteilte Fenster befinden.
Das Gebäude wurde im späten 18. Jahrhundert oder im frühen 19. Jahrhundert verändert. Es wurden neue Fenster eingebaut und später erweitert.
Im Jahr 1851 umfasste der Farmbesitz eine Fläche von 268 Acres, das entspricht etwa 108 Hektar.
Das Gebäude mit seinem Umland war Drehort für das 1988 entstandene englische Liebesdrama Ein schicksalhafter Sommer (Originaltitel: A Summer Story) mit Imogen Stubbs und James Wilby in den Hauptrollen.